# Abydosaurus
 Abydosaurus  ist eine Gattung der sauropoden Dinosaurier aus der Unterkreide (Albium) von Nordamerika. Die Gattung und die Typusart A. mcintoshi wurde 2010 wissenschaftlich  beschrieben. Die Gattung ist nach der ägyptischen Stadt Abydos benannt, wo Kopf und Hals von Osiris, dem altägyptischen Gott des Jenseits, der Wiedergeburt, der Fruchtbarkeit und der Toten begraben sein sollen.
Die Beschreibung erfolgte auf Grundlage von zwei vollständig erhaltenen Schädeln, einer Schnauze und einem Hirnschädel. Der Fund von Schädeln ist für Sauropoden ungewöhnlich, da sie wegen ihrer leichten Bauweise selten fossil erhalten bleiben. Insgesamt sind nur von einem Drittel der Sauropoden Teile der Schädel erhalten und bei noch weniger Gattungen sind vollständige Schädel überliefert. Da das wenige fossil erhaltene postcraniale Material (Skelettteile hinter dem Schädel) noch nicht präpariert wurde, wurde es für die Erstbeschreibung nicht hinzugezogen.

## Merkmale
Alle vier Schädel von sind etwa gleich groß, sie sind etwa einen halben Meter lang und etwa halb so hoch. Die Oberkieferregion (Prämaxillare und Maxillare) ist vom übrigen Schädel deutlich abgesetzt. Im Unterschied zu anderen Sauropoden der Macronaria wie Camarasaurus und Brachiosaurus sind bei Abydosaurus die, wie bei allen Sauropoden nach hinten verlagerten äußeren Nasenöffnungen, kleiner als die knöchernen Augenhöhlen (Orbita), die bei Abydosaurus die größten Schädelöffnungen sind.
In Ober- und Unterkiefer befinden sich auf jeder Seite 14 Zähne, die sich in Größe und Form unterscheiden. Die Zähne des Oberkiefers haben einen D-förmigen Querschnitt und sind größer als die ihnen gegenüberliegenden des Unterkiefers, deren Querschnitt elliptisch ist.

## Systematik
Abydosaurus wird innerhalb der Titanosauriformes als Schwestergattung von Brachiosaurus angesehen.